# آرثر غوردن ويبستر
آرثر غوردن ويبستر (بالإنجليزية: Arthur Gordon Webster)‏ (و. 1863 – 1923 م) هو فيزيائي، وأستاذ جامعي من الولايات المتحدة الأمريكية. وكان عضواً في الأكاديمية الوطنية للعلوم، والأكاديمية الأمريكية للفنون والعلوم. توفي في ورسستر، ماساتشوستس، عن عمر يناهز 60 عاماً.

## التعليم
تعلم في جامعة هارفارد

## مناصب وهيئات
أدار جامعة كلارك.